# W3.CSS
W3.CSS, est un framework concurrent de Bootstrap (framework). Plus récent et plus simple, il est inspiré du Material Design de Google . W3.CSS est développé par W3Schools.